# Stara Dąbrowa (gmina w województwie koszalińskim)
Stara Dąbrowa (początkowo Karstnica) – dawna gmina wiejska istniejąca w latach 1945–1954 w woj. gdańskim, szczecińskim i koszalińskim (dzisiejsze woj. pomorskie). Siedzibą władz gminy była Stara Dąbrowa.
Gmina Karstnica powstała po II wojnie światowej (1945) na terenie tzw. Ziem Odzyskanych (tzw. III okręg administracyjny – Pomorze Zachodnie). 25 września 1945 gmina – jako jednostka administracyjna powiatu słupskiego – została powierzona administracji wojewody gdańskiego, po czym z dniem 28 czerwca 1946 została przyłączona do woj. szczecińskiego. 6 lipca 1950 gmina wraz z całym powiatem słupskim weszła w skład nowo utworzonego woj. koszalińskiego.
Według stanu z 1 lipca 1952 gmina składała się z 13 gromad: Domaradz, Karznica, Karzniczka, Łebień, Mianowice, Nowa Dąbrowa, Paprzyce, Sąborze, Stara Dąbrowa, Strzyżyno, Zagórzyca, Zagórzyczki i Żochowo. Gmina została zniesiona 29 września 1954 wraz z reformą wprowadzającą gromady w miejsce gmin. Jednostki nie przywrócono 1 stycznia 1973 wraz z kolejną reformą reaktywującą gminy.